# Theodor Weiß (General)
Theodor Weiß (* 11. September 1796 in Hofgeismar; † 9. August 1875 in Kassel) war ein kurhessischer Generalmajor und Kriegsminister.

## Leben
Weiß’ Vater war Pfarrer in Hofgeismar. Er wurde Hauptmann in der kurhessischen Armee, später als Generalmajor Kommandeur des 3. Infanterieregiments. 1833 war er gemäßigt liberales Mitglied der kurhessischen Ständeversammlung als Vertreter des Grafen von Ysenburg-Büdingen. 1848 war er für kurze Zeit kurhessischer Kriegsminister. 

## Schriften
- Aus den Briefen eines Offiziers über Kurhessen in den Jahren 1829–1836. In: Hessenland. 18 (1904), S. 142 ff.